# Accipiter imitator
El gavilán imitador (Accipiter imitator) es una especie de ave accipitriforme de la familia Accipitridae.
Es originario de Papúa Nueva Guinea y las Islas Salomón. Su hábitat natural son los bosques secos de tierras bajas y los bosques húmedos montanos.
Está amenazado por pérdida de hábitat.